# Tani-Otoshi

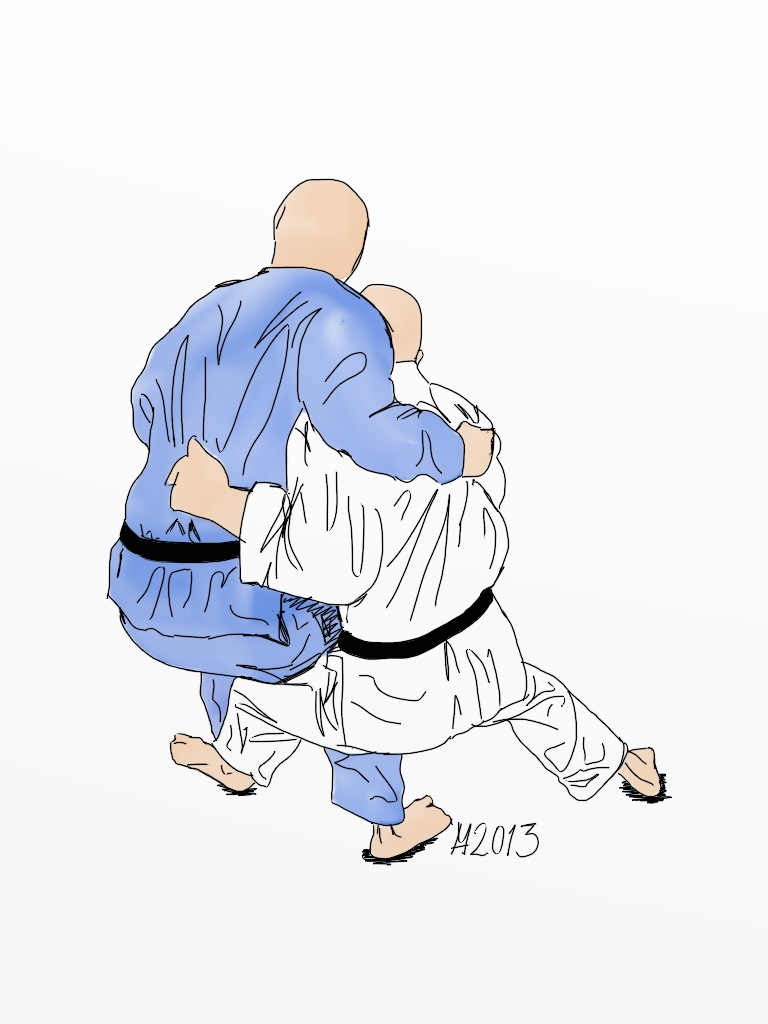
Tani-otoshi.
Illustration du lancer de judo tani-otoshi, ou chute de vallée.

Tani-Otoshi (chute dans la vallée, en japonais : 谷落) est une technique de projection du judo. 
Tani-Otoshi est la 2e technique du 4e groupe du Gokyo. Tani-Otoshi fait partie des techniques avec le côté sur le sol (Yoko-Sutemi-Waza).